# Jean-François Bodin (1766-1829)
Pour les articles homonymes, voir Jean-François Bodin et Bodin.
Jean-François Bodin, né à Angers le 26 septembre 1766 et mort à Chenehutte-les-Tuffeaux le 5 février 1829, est un écrivain, historien et homme politique français.

## Biographie
Jean-François Bodin fit ses études à Angers et se consacra à l'architecture, où il acquit une habileté remarquable. Mais la Révolution française sévit dans les contrées et rendit bientôt son art inutile. Il en adopta néanmoins la cause avec beaucoup d'enthousiasme et fut nommé, en 1792, l'un des administrateurs du district de Saint-Florent. Dès l'année suivante, au commencement de la guerre civile, il se retrouva au centre des événements les plus désastreux et fut forcé de renoncer à ses fonctions d'administrateur. Il devint payeur de l'armée de l'Ouest et, dans les premières défaites qu'éprouvèrent les troupes républicaines, fut exposé plusieurs fois à perdre sa caisse. Il réussit à la sauver par sa prévoyance et par son activité. 
Après la pacification, il obtint divers emplois de finances et continua à s'occuper d'architecture. L'Institut ayant ouvert en 1796 un concours pour un monument à élever aux armées françaises, Bodin envoya un projet d'arc triomphal qu'il plaçait à l'endroit même où l'on a établi celui de l'Étoile, mais il fut jugé trop dispendieux. 

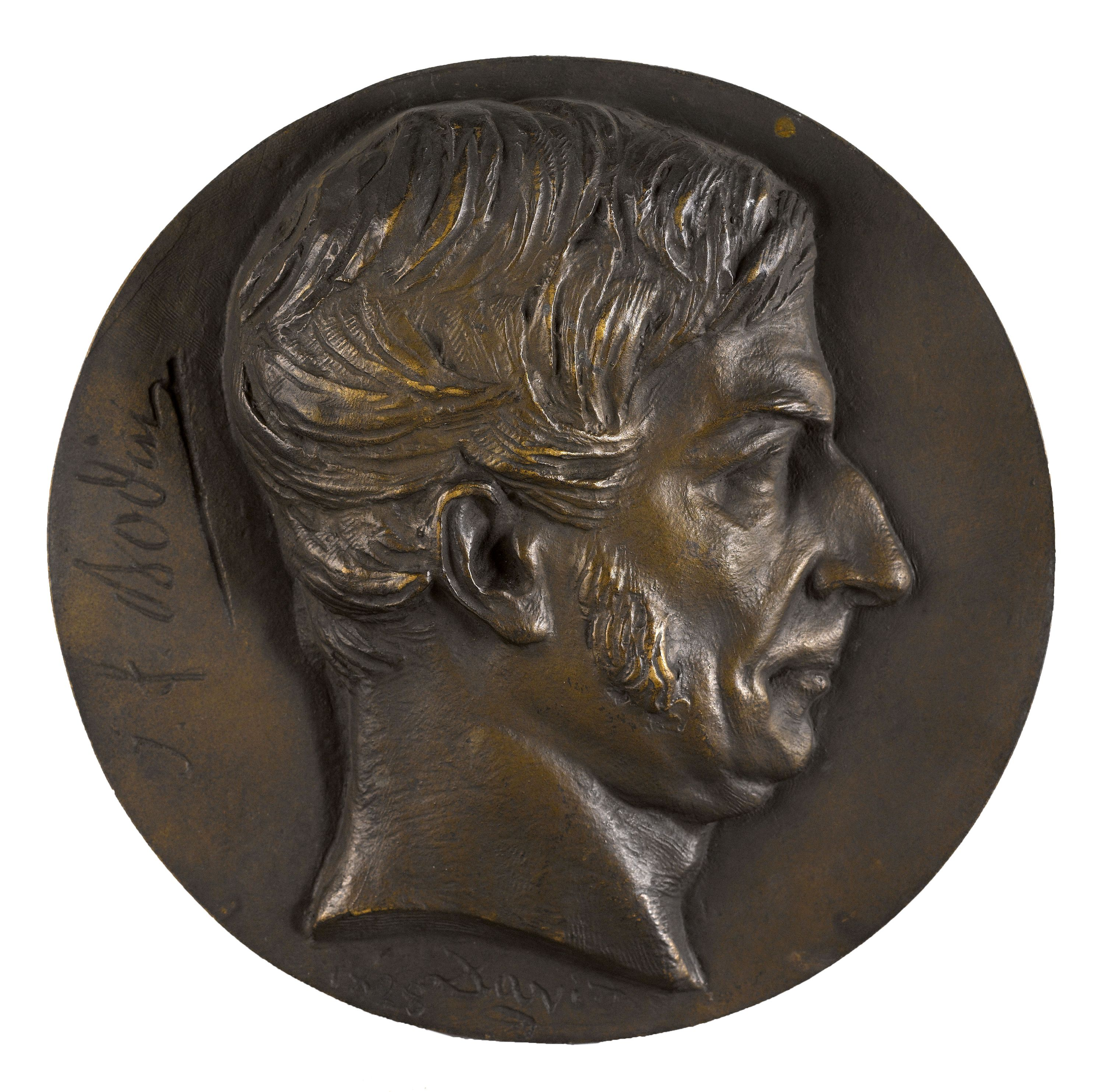
David d'Angers, Portrait de Jean-François Bodin (médaillon, 1828), Paris, Musée Carnavalet.

À l'époque de la Restauration, en 1814, Bodin était receveur des contributions à Saumur. En juillet 1815, après la bataille de Waterloo, lorsque l'armée française se retira derrière la Loire, il y remplit momentanément les fonctions de payeur. Dans l'état de pénurie où se trouvait cette armée, il contribua beaucoup, par son zèle et son crédit, à y maintenir l'ordre en assurant la solde et la subsistance des troupes. Après le licenciement, il reprit son emploi de receveur. 

### Homme politique
En 1820, Bodin fut nommé membre de la chambre des députés par le département de Maine-et-Loire. Ayant pris avec les électeurs l'engagement de se ranger du parti de l'opposition, il donna sa démission d'un emploi lucratif, qui le tenait dans la dépendance du ministre des finances. Il vota toujours en conséquence contre le ministère, mais prit rarement la parole, se bornant à adresser chaque année à ses commettants des lettres où il leur faisait connaître les opérations de la chambre et la marche des événements. Il fit ainsi imprimer trois Lettres – en 1820, 1821 et 1822. 

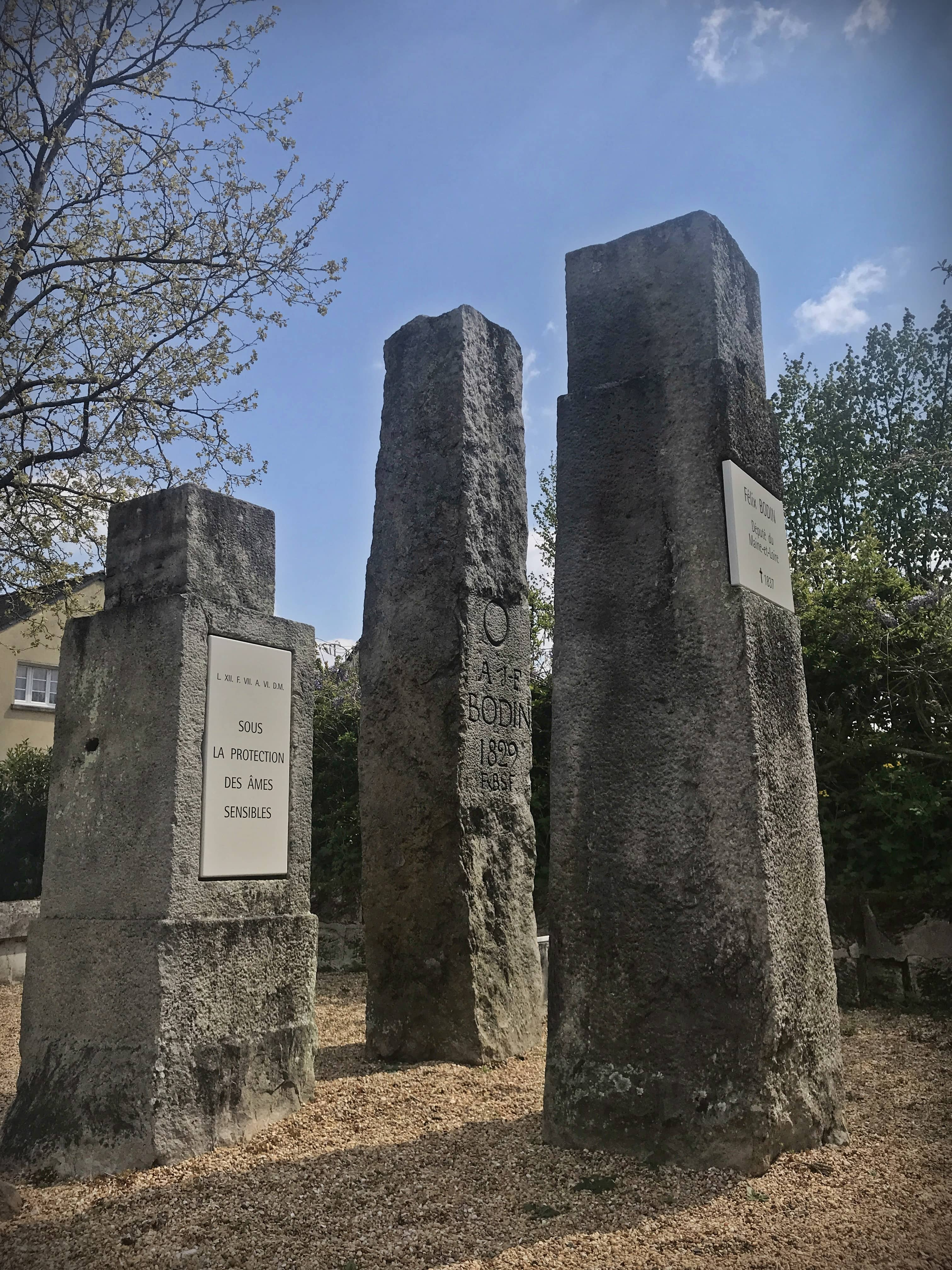
L'enclos funéraire de Jean-François Bodin et Félix Bodin à Bagneux, Saumur

Il cessa, en 1825, de faire partie de la chambre des députés et retourna dans son département, où il vécût dans ses terres à Launay, une commune de Chenehutte-les-Tuffeaux, et ne parut plus occupé que de la culture, des sciences et des lettres. Il y mourut en 1829. Il repose dans l'enclos funéraire de la famille Bodin à Bagneux, commune de Saumur, ensemble avec son fils, Félix Bodin. En 2004, l'endroit fut nommé Place Jean-François Bodin.

## Œuvres historiques
Dans les années 1812 à 1814, Bodin publia son ouvrage Recherches historiques sur la ville de Saumur, ses monumens et ceux de son arrondissement, en deux volumes in-8°, avec des gravures dessinées par lui-même et une Biographie saumuroise. On y trouve quelques détails minutieux, mais intéressants, sur les mœurs des habitants de cette contrée dans les différents siècles.
Sur le même plan, il publia en 1821-1822 ses Recherches historiques sur l'Anjou et ses monumens, Angers et le bas Anjou, de nouveau en deux volumes in-8°, avec gravures et une Biographie angevine. Une suite a été imprimée dans le tome 3 des Mémoires de la Société royale des antiquaires de France, dont Bodin était correspondant. Ces deux ouvrages le firent nommer correspondant de l'Institut. On a encore de lui une Lettre à Eloi Johanneau sur la tour d'Evraud, à Fontevraud, avec planche, insérée dans le tome 5 des Mémoires de l'Académie celtique.

## Sources
- Pierre Larousse, Grand dictionnaire universel du XIXe siècle, t. 2e, Paris, 1867 (lire sur Wikisource), « Bodin (Jean-François) », p. 852
- « Jean-François Bodin (1766-1829) », dans Louis-Gabriel Michaud, Biographie universelle ancienne et moderne : histoire par ordre alphabétique de la vie publique et privée de tous les hommes avec la collaboration de plus de 300 savants et littérateurs français ou étrangers, 2e édition, 1843-1865 [détail de l’édition]
- « Jean-François Bodin (1766-1829) », dans Adolphe Robert et Gaston Cougny, Dictionnaire des parlementaires français, Edgar Bourloton, 1889-1891 [détail de l’édition]